# Constituição do Estado do Piauí de 1935
A Constituição do Estado do Piauí de 1935 foi promulgada pela Assembleia Estadual Constituinte em 18 de julho de 1935 e tendo o texto publicado no Diário Oficial do Estado do Piauí do dia 19 de julho de 1935.

## História

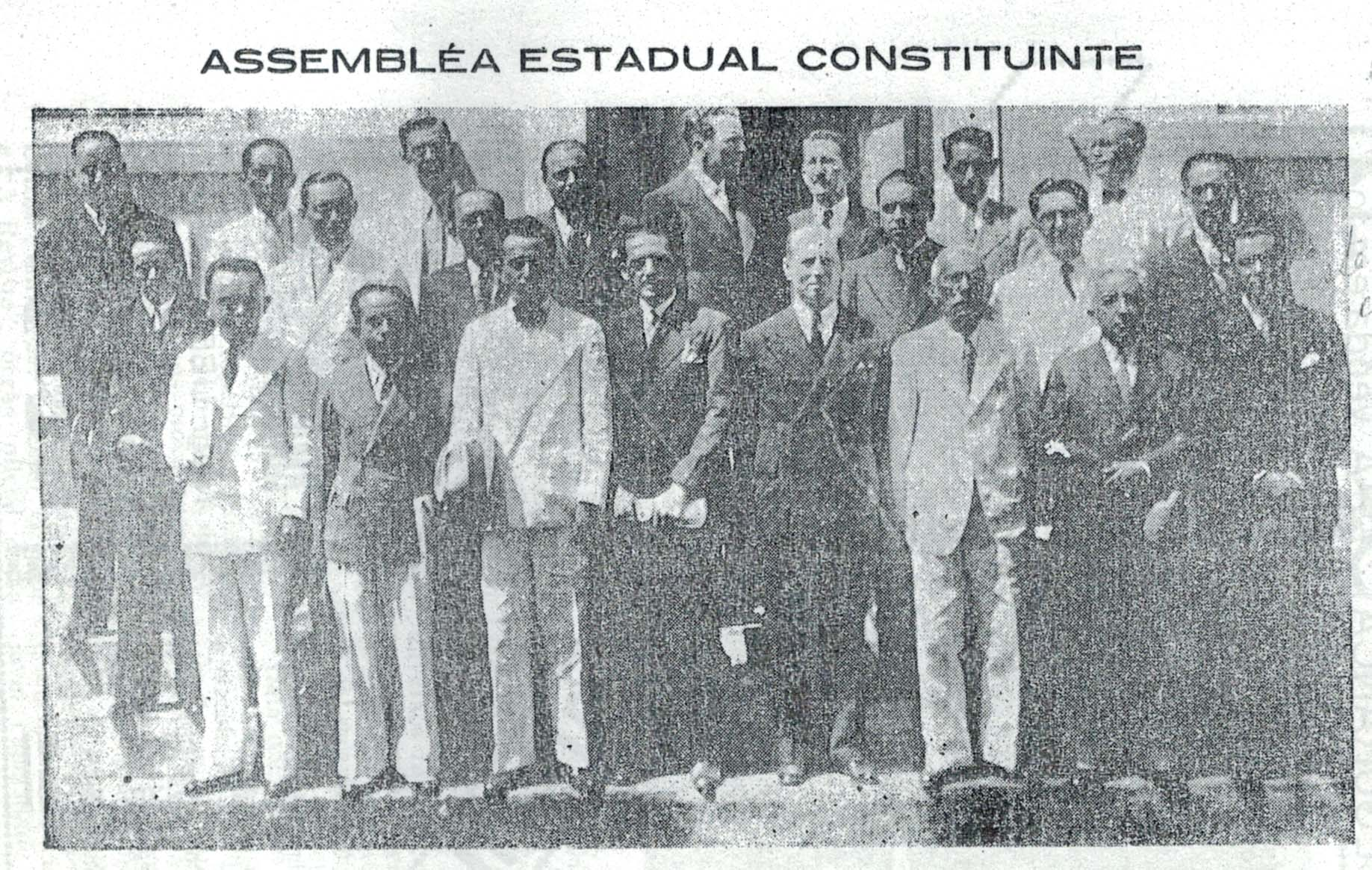
Membros da Assembleia Constituinte do Piauí de 1935, logo após a promulgação da Constituição do estado de 1935, numa fotografia do dia 18 de julho de 1935 que tem no Almanaque da Parnaíba de 1936.

No segundo parágrafo da exposição dos motivos fica claro que o texto constitucional é " uma adaptação da Lei Fundamental da República, às condições peculiares à organização política e social do Piauí, como uma das unidades autônomas da Federação Brasileira".
O ante projeto foi de autoria de Simplício de Sousa mendes e Adalberto Correa Lima e foi finalizado no dia 6 de abril de 1935 tendo sido publicado, com a exposição dos motivos, a partir de 20 de abril do ano idem nas páginas do Diário Oficial do Estado do Piauí.

## Preâmbulo
Tinha o seguinte preâmbulo: "Em nome de Deus, o Povo Piauiense, por seus representantes, reunidos em Assembleia Constituinte, decreta e promulga a seguinte CONSTITUIÇÃO DO ESTADO DO PIAUHY".

## Corpo
O corpo ou texto da Constituição Política Piauiense de 1935 compunha-se de uma literatura com 159 artigos e, a estes, acrescentam-se 13 artigos do texto das Disposições Transitórias.

## Constituintes
A mesma tem a assinatura dos seguintes deputados:
- Jacob Manuel Gaioso e Alemendra, presidente
- Theodoro Ferreira Sobral, vice-presidente
- Aarão Portela Parentes, 2º secretário
- Oséas Gonçalves de Sampaio, João Emilio Falcão Costa, Felinto do Rego Monteiro, Francisco Alves Cavalcante, Nelson Coelho de Resende, Raimundo Borges da Silva, Heráclito Araripe de Sousa, Eloy Portela Nunes, Manuel Nogueira Lima, José Auto de Abreu, Gonçalo Teixeira Nunes, Jonatas de Moraes Correia, José Mendes da Rocha Chaves, Cláudio Pacheco Brasil e Helvecio Coelho de Rodrigues.